# Primera B 2019 (Colombia)
La Temporada 2019 de la Primera B fue la trigésima (30a.) edición del torneo de la segunda división del fútbol profesional colombiano.

## Sistema de juego
A partir de la temporada 2019 se volvió a cambiar el sistema de ascenso: 
Se juegan dos torneos  (Apertura y Finalización) de 15 fechas con fases finales en formato de cuadrangulares, resultando dos finalistas que jugarán la gran final en partidos de ida y vuelta que decidirán al primer ascendido a la Categoría Primera A para 2020. El perdedor de ese duelo buscará otro cupo para subir frente al mejor de la reclasificación del año de la Primera B (que no sea el campeón) en partidos de ida y vuelta que definirán al segundo ascendido a la Categoría Primera A en 2020.
En caso de que un club gane los 2 torneos, ascenderá de manera directa a la Categoría Primera A en 2020 y el segundo ascenso lo jugarán los siguientes 2 clubes que estén mejor ubicados en la reclasificación, con partidos de ida y vuelta.
|                                  |                                  | Formato | Clasificación del campeón |
| -------------------------------- | -------------------------------- | --- | ------------------------- |
| Torneo Apertura (16 equipos)     | Torneo Apertura (16 equipos)     | - Sistema de liga donde se juegan los 15 partidos de ida (los partidos de vuelta se juegan en el Torneo Finalización) - Los 8 equipos mejor posicionados avanzan a los cuadrangulares semifinales | - Gran Final              |
| Torneo Finalización (16 equipos) | Torneo Finalización (16 equipos) | - Sistema de liga donde se juegan los 15 partidos de vuelta (los partidos de ida se juegan en el Torneo Apertura) - Los 8 equipos mejor posicionados avanzan a los cuadrangulares semifinales     | - Gran Final              |
| Gran Final (2 equipos)           | Gran Final (2 equipos)           | - El campeón del Torneo Apertura y el campeón del Torneo Finalización juegan una final de ida y vuelta                                                                                            | - Categoría Primera A     |
| Repechaje (2 equipos)            | Repechaje (2 equipos)            | - Partidos de ida y vuelta entre el perdedor de la gran final y el mejor de la reclasificación del año (que no sea el campeón).                                                                   | - Categoría Primera A     |

## Datos de los clubes

### Relevo anual de clubes
| Ascendidos a la Primera A                    |
| -------------------------------------------- |
| Cúcuta Deportivo (Campeón de la Primera B)   |
| Unión Magdalena (Subcampeón de la Primera B) |

| Descendidos a la Primera B                                |
| --------------------------------------------------------- |
| Boyacá Chicó (2º Peor promedio acumulado en la Primera A) |
| Itagüí Leones (Peor promedio acumulado en la Primera A)   |

### Equipos participantes
- Real Santander se trasladó a San Andrés y cambió su denominación por Real San Andrés.
- A partir del segundo semestre del año el club Universitario de Popayán se trasladó a la ciudad de Cali, pasando a denominarse Boca Juniors de Cali.[1]

| Equipo               | Entrenador               | Ciudad/Municipio | Estadio                        | Aforo  |
| -------------------- | ------------------------ | ---------------- | ------------------------------ | ------ |
| Atlético F. C.       | Giovanni Hernández       | Cali             | Pascual Guerrero               | 35.405 |
| Barranquilla F. C.   | Everth Salas             | Barranquilla     | Romelio Martinez               | 20.000 |
| Boca Juniors de Cali | Alejandro Guerrero       | Cali             | Pascual Guerrero               | 35.405 |
| Bogotá F. C.         | Guillermo Rivera         | Bogotá           | Metropolitano de Techo         | 10.000 |
| Boyacá Chicó         | Jhon Jaime Gómez         | Tunja            | La Independencia               | 20.630 |
| Cortuluá             | Mayer Candelo            | Tuluá            | Doce de Octubre                | 16.000 |
| Deportes Quindío     | Alberto Suárez           | Armenia          | Centenario de Armenia          | 20.716 |
| Deportivo Pereira    | Nestor Craviotto         | Pereira          | Hernán Ramírez Villegas        | 30.297 |
| Fortaleza CEIF       | David Barato             | Cota             | Municipal de Cota              | 2.300  |
| Leones               | Álvaro Hernández         | Itagüi           | Metropolitano Ciudad de Itagüí | 12.000 |
| Llaneros             | Nelson Gómez             | Villavicencio    | Manuel Calle Lombana           | 15.000 |
| Orsomarso            | José Gabriel Sangiovanni | Palmira          | Francisco Rivera Escobar       | 16.000 |
| Real Cartagena       | Milton García            | Cartagena        | Jaime Morón León               | 16.068 |
| Real San Andrés      | José Luis García         | San Andrés       | Erwin O'Neil                   | 3.000  |
| Tigres F. C.         | Diego Díaz               | Bogotá           | Metropolitano de Techo         | 10.000 |
| Valledupar F. C.     | Nilton Bernal            | Valledupar       | Armando Maestre Pavajeau       | 22.000 |

| Valle del Cauca | 4 | Atlético F. C., Cortuluá, Boca Juniors de Cali y Orsomarso | \| Real San Andrés Barranquilla Valledupar Real Cartagena Leones Boy. Chicó Fortaleza Pereira Bogotá Tigres Quindío Llaneros Orsomarso Atlético Cortuluá Boca Juniors \| |
| Bogotá, D. C. | 2 | Bogotá F. C. y Tigres F. C.                                | \| Real San Andrés Barranquilla Valledupar Real Cartagena Leones Boy. Chicó Fortaleza Pereira Bogotá Tigres Quindío Llaneros Orsomarso Atlético Cortuluá Boca Juniors \| |
| Antioquia | 1 | Leones                                                     | \| Real San Andrés Barranquilla Valledupar Real Cartagena Leones Boy. Chicó Fortaleza Pereira Bogotá Tigres Quindío Llaneros Orsomarso Atlético Cortuluá Boca Juniors \| |
| Atlántico | 1 | Barranquilla F. C.                                         | \| Real San Andrés Barranquilla Valledupar Real Cartagena Leones Boy. Chicó Fortaleza Pereira Bogotá Tigres Quindío Llaneros Orsomarso Atlético Cortuluá Boca Juniors \| |
| Bolívar | 1 | Real Cartagena                                             | \| Real San Andrés Barranquilla Valledupar Real Cartagena Leones Boy. Chicó Fortaleza Pereira Bogotá Tigres Quindío Llaneros Orsomarso Atlético Cortuluá Boca Juniors \| |
| Boyacá | 1 | Boyacá Chicó                                               | \| Real San Andrés Barranquilla Valledupar Real Cartagena Leones Boy. Chicó Fortaleza Pereira Bogotá Tigres Quindío Llaneros Orsomarso Atlético Cortuluá Boca Juniors \| |
| Cauca | 1 | Universitario de Popayán                                   | \| Real San Andrés Barranquilla Valledupar Real Cartagena Leones Boy. Chicó Fortaleza Pereira Bogotá Tigres Quindío Llaneros Orsomarso Atlético Cortuluá Boca Juniors \| |
| Cesar | 1 | Valledupar F. C.                                           | \| Real San Andrés Barranquilla Valledupar Real Cartagena Leones Boy. Chicó Fortaleza Pereira Bogotá Tigres Quindío Llaneros Orsomarso Atlético Cortuluá Boca Juniors \| |
| Cundinamarca | 1 | Fortaleza CEIF                                             | \| Real San Andrés Barranquilla Valledupar Real Cartagena Leones Boy. Chicó Fortaleza Pereira Bogotá Tigres Quindío Llaneros Orsomarso Atlético Cortuluá Boca Juniors \| |
| Meta | 1 | Llaneros                                                   | \| Real San Andrés Barranquilla Valledupar Real Cartagena Leones Boy. Chicó Fortaleza Pereira Bogotá Tigres Quindío Llaneros Orsomarso Atlético Cortuluá Boca Juniors \| |
| Quindío | 1 | Deportes Quindío                                           | \| Real San Andrés Barranquilla Valledupar Real Cartagena Leones Boy. Chicó Fortaleza Pereira Bogotá Tigres Quindío Llaneros Orsomarso Atlético Cortuluá Boca Juniors \| |
| Risaralda | 1 | Deportivo Pereira                                          | \| Real San Andrés Barranquilla Valledupar Real Cartagena Leones Boy. Chicó Fortaleza Pereira Bogotá Tigres Quindío Llaneros Orsomarso Atlético Cortuluá Boca Juniors \| |
| San Andrés y Providencia | 1 | Real San Andrés                                            | \| Real San Andrés Barranquilla Valledupar Real Cartagena Leones Boy. Chicó Fortaleza Pereira Bogotá Tigres Quindío Llaneros Orsomarso Atlético Cortuluá Boca Juniors \| |
| Real San Andrés Barranquilla Valledupar Real Cartagena Leones Boy. Chicó Fortaleza Pereira Bogotá Tigres Quindío Llaneros Orsomarso Atlético Cortuluá Boca Juniors |   |                                                            | \| Real San Andrés Barranquilla Valledupar Real Cartagena Leones Boy. Chicó Fortaleza Pereira Bogotá Tigres Quindío Llaneros Orsomarso Atlético Cortuluá Boca Juniors \| |

### Cambio de entrenadores
| Equipo            | Entrenador saliente | Fecha de salida         | Reemplazado por     | Fecha de llegada        |
| ----------------- | ------------------- | ----------------------- | ------------------- | ----------------------- |
| Tigres F. C.      | John Jairo Bodmer   | 23 de octubre de 2018   | Diego Díaz          | 12 de enero de 2019     |
| Deportivo Pereira | José Fernando Santa | 16 de noviembre de 2018 | Nestor Craviotto    | 1 de diciembre de 2018  |
| Bogotá F. C.      | Mauricio Roa        | 17 de noviembre de 2018 | Jairo Patiño        | 18 de diciembre de 2018 |
| Cortuluá          | Álvaro Hernández    | 5 de marzo de 2019      | Mayer Candelo       | 6 de marzo de 2019      |
| Real Cartagena    | Richard Parra       | 5 de mayo de 2019       | José Fernando Santa | 5 de mayo de 2019       |

## Torneo Apertura

### Todos contra todos

#### Clasificación
| Pos. | Equipos            | PJ | PG | PE | PP | GF | GC | Dif. | Pts. |
| ---- | ------------------ | -- | -- | -- | -- | -- | -- | ---- | ---- |
| 1.   | Real Cartagena     | 15 | 8  | 5  | 2  | 26 | 15 | 11   | 29   |
| 2.   | Deportes Quindío   | 15 | 8  | 5  | 2  | 23 | 12 | 11   | 29   |
| 3.   | Deportivo Pereira  | 15 | 8  | 4  | 3  | 26 | 10 | 16   | 28   |
| 4.   | Barranquilla F. C. | 15 | 7  | 5  | 3  | 20 | 15 | 5    | 26   |
| 5.   | Boyacá Chicó       | 15 | 6  | 7  | 2  | 16 | 10 | 6    | 25   |
| 6.   | Cortuluá           | 15 | 7  | 3  | 5  | 26 | 22 | 4    | 24   |
| 7.   | Leones             | 15 | 6  | 6  | 3  | 16 | 12 | 4    | 24   |
| 8.   | Llaneros           | 15 | 7  | 2  | 6  | 26 | 24 | 2    | 23   |
| 9.   | Bogotá F. C.       | 15 | 6  | 4  | 5  | 16 | 19 | -3   | 22   |
| 10.  | Tigres             | 15 | 5  | 5  | 5  | 20 | 24 | -4   | 20   |
| 11.  | Fortaleza CEIF     | 15 | 5  | 4  | 6  | 21 | 22 | -1   | 19   |
| 12.  | Valledupar F. C.   | 15 | 3  | 5  | 7  | 13 | 20 | -7   | 14   |
| 13.  | Universitario      | 15 | 2  | 6  | 7  | 12 | 20 | -8   | 12   |
| 14.  | Real San Andrés    | 15 | 1  | 7  | 7  | 13 | 24 | -11  | 10   |
| 15.  | Atlético           | 15 | 1  | 5  | 9  | 9  | 25 | -16  | 8    |
| 16.  | Orsomarso          | 15 | 0  | 7  | 8  | 16 | 25 | -9   | 7    |

Fuente: Web oficial de Dimayor
|  |                                    |
|  | Clasificados a los cuadrangulares. |
|  | Eliminados.                        |

##### Evolución de la clasificación
| Real Cartagena     | 8  | 8  | 5  | 3  | 1  | 4  | 2  | 2  | 1  | 2  | 1  | 1  | 1  | 1  | 1  |
| Deportes Quindío   | 4  | 3  | 1  | 2  | 5  | 3  | 4  | 4  | 3  | 3  | 4  | 2  | 2  | 2  | 2  |
| Deportivo Pereira  | 2  | 2  | 2  | 1  | 2  | 1  | 1  | 1  | 2  | 1  | 2  | 4  | 4  | 3  | 3  |
| Barranquilla F. C. | 16 | 14 | 9  | 10 | 9  | 7  | 6  | 5  | 4  | 4  | 5  | 3  | 3  | 5  | 4  |
| Boyacá Chicó       | 7  | 10 | 6  | 5  | 7  | 8  | 7  | 6  | 8  | 6  | 6  | 6  | 5  | 6  | 5  |
| Cortuluá           | 3  | 1  | 3  | 4  | 3  | 5  | 5  | 8  | 5  | 8  | 9  | 7  | 8  | 8  | 6  |
| Leones             | 12 | 9  | 4  | 6  | 8  | 11 | 13 | 11 | 11 | 9  | 7  | 8  | 9  | 7  | 7  |
| Llaneros           | 1  | 4  | 8  | 8  | 4  | 2  | 3  | 3  | 6  | 5  | 3  | 5  | 6  | 4  | 8  |
| Bogotá F. C.       | 11 | 16 | 16 | 16 | 16 | 16 | 16 | 14 | 14 | 13 | 13 | 12 | 11 | 11 | 9  |
| Tigres             | 14 | 12 | 14 | 12 | 12 | 9  | 9  | 10 | 12 | 12 | 10 | 11 | 10 | 9  | 10 |
| Fortaleza          | 15 | 5  | 11 | 7  | 10 | 6  | 8  | 7  | 7  | 7  | 8  | 9  | 7  | 10 | 11 |
| Valledupar F. C.   | 13 | 11 | 13 | 9  | 6  | 10 | 10 | 9  | 10 | 11 | 12 | 10 | 12 | 12 | 12 |
| Universitario      | 9  | 6  | 7  | 11 | 11 | 12 | 11 | 12 | 9  | 10 | 11 | 13 | 13 | 13 | 13 |
| Real San Andrés    | 6  | 13 | 12 | 14 | 14 | 13 | 12 | 13 | 13 | 14 | 14 | 14 | 14 | 14 | 14 |
| Atlético           | 10 | 15 | 15 | 15 | 15 | 15 | 15 | 16 | 16 | 16 | 15 | 15 | 15 | 15 | 15 |
| Orsomarso          | 5  | 7  | 10 | 13 | 13 | 14 | 14 | 15 | 15 | 15 | 16 | 16 | 16 | 16 | 16 |

### Resultados
- La hora de cada encuentro corresponde al huso horario que rige a Colombia (UTC-5)

Nota: Los horarios y partidos de televisión se definen la semana previa a cada jornada. El canal Win Sports es el medio de difusión por televisión autorizado por la Dimayor para la transmisión por cable de dos partidos por fecha.
| Fortaleza      | 1 : 2 | Deportivo Pereira  | Municipal de Cota         | 2 de febrero | 14:30 | Sin transmisión |
| Leones         | 0 : 0 | Valledupar F. C.   | Metropolitano de Itagüí   | 2 de febrero | 15:00 | Sin transmisión |
| Universitario  | 1 : 1 | Real San Andrés    | Ciro López                | 3 de febrero | 11:30 | Sin transmisión |
| Llaneros       | 3 : 1 | Barranquilla F. C. | Manuel Calle Lombana      | 3 de febrero | 15:00 | Sin transmisión |
| Real Cartagena | 1 : 1 | Orsomarso          | Olímpico Jaime Morón León | 3 de febrero | 15:30 | Sin transmisión |
| Cortuluá       | 2 : 1 | Tigres             | Doce de Octubre           | 4 de febrero | 18:00 | Win Sports      |
| Bogotá F. C.   | 0 : 0 | Atlético           | Metropolitano de Techo    | 5 de febrero | 14:00 | Sin transmisión |
| Boyacá Chicó   | 1 : 1 | Deportes Quindío   | La Independencia          | 5 de febrero | 18:00 | Win Sports      |

| Tigres             | 1 : 1 | Leones          | Metropolitano de Techo    | 9 de febrero  | 14:00 | Sin transmisión |
| Fortaleza          | 2 : 1 | Llaneros        | Municipal de Cota         | 9 de febrero  | 14:30 | Sin transmisión |
| Atlético           | 0 : 2 | Cortuluá        | Olímpico Pascual Guerrero | 9 de febrero  | 15:00 | Sin transmisión |
| Valledupar F. C.   | 1 : 1 | Real Cartagena  | Armando Maestre Pavajeau  | 9 de febrero  | 15:00 | Sin transmisión |
| Barranquilla F. C. | 0 : 0 | Boyacá Chicó    | Romelio Martínez          | 9 de febrero  | 15:00 | Sin transmisión |
| Deportes Quindío   | 4 : 1 | Bogotá F. C.    | Centenario de Armenia     | 10 de febrero | 14:00 | Win Sports      |
| Orsomarso          | 2 : 2 | Universitario   | Francisco Rivera Escobar  | 10 de febrero | 15:00 | Sin transmisión |
| Deportivo Pereira  | 1 : 0 | Real San Andrés | Hernán Ramírez Villegas   | 11 de febrero | 18:00 | Win Sports      |

| Universitario   | 2 : 1 | Valledupar F. C.   | Ciro López                | 17 de febrero | 11:30 | Sin transmisión |
| Llaneros        | 0 : 0 | Deportivo Pereira  | Manuel Calle Lombana      | 17 de febrero | 15:00 | Sin transmisión |
| Real Cartagena  | 2 : 0 | Tigres             | Olímpico Jaime Morón León | 17 de febrero | 15:30 | Sin transmisión |
| Real San Andrés | 2 : 2 | Orsomarso          | Erwin O'Neill             | 17 de febrero | 15:30 | Sin transmisión |
| Cortuluá        | 1 : 3 | Deportes Quindío   | Doce de Octubre           | 17 de febrero | 15:30 | Sin transmisión |
| Bogotá F. C.    | 0 : 2 | Barranquilla F. C. | Metropolitano de Techo    | 18 de febrero | 14:00 | Sin transmisión |
| Leones          | 4 : 2 | Atlético           | Metropolitano de Itagüí   | 18 de febrero | 18:00 | Win Sports      |
| Boyacá Chicó    | 3 : 1 | Fortaleza          | La Independencia          | 18 de febrero | 20:00 | Win Sports      |

| Tigres             | 2 : 0 | Universitario   | Metropolitano de Techo    | 20 de febrero | 14:00 | Sin transmisión |
| Deportivo Pereira  | 1 : 0 | Orsomarso       | Hernán Ramírez Villegas   | 20 de febrero | 18:00 | Win Sports      |
| Fortaleza          | 2 : 0 | Bogotá F. C.    | Municipal de Cota         | 21 de febrero | 14:30 | Sin transmisión |
| Barranquilla F. C. | 2 : 2 | Cortuluá        | Romelio Martínez          | 21 de febrero | 15:00 | Sin transmisión |
| Llaneros           | 3 : 3 | Boyacá Chicó    | Manuel Calle Lombana      | 21 de febrero | 15:00 | Sin transmisión |
| Atlético           | 0 : 3 | Real Cartagena  | Olímpico Pascual Guerrero | 21 de febrero | 15:00 | Sin transmisión |
| Valledupar F. C.   | 2 : 0 | Real San Andrés | Armando Maestre Pavajeau  | 21 de febrero | 15:00 | Sin transmisión |
| Deportes Quindío   | 0 : 0 | Leones          | Centenario de Armenia     | 21 de febrero | 19:30 | Win Sports      |

| Universitario   | 1 : 1 | Atlético           | Ciro López                | 24 de febrero | 11:30 | Sin transmisión |
| Orsomarso       | 1 : 2 | Valledupar F. C.   | Francisco Rivera Escobar  | 24 de febrero | 15:00 | Sin transmisión |
| Cortuluá        | 3 : 2 | Fortaleza          | Doce de Octubre           | 24 de febrero | 15:30 | Sin transmisión |
| Real Cartagena  | 2 : 1 | Deportes Quindío   | Olímpico Jaime Morón León | 24 de febrero | 15:30 | Sin transmisión |
| Real San Andrés | 1 : 1 | Tigres             | Erwin O'Neill             | 24 de febrero | 15:30 | Sin transmisión |
| Bogotá F. C.    | 2 : 5 | Llaneros           | Metropolitano de Techo    | 25 de febrero | 14:00 | Sin transmisión |
| Leones          | 0 : 0 | Barranquilla F. C. | Metropolitano de Itagüí   | 25 de febrero | 18:00 | Win Sports      |
| Boyacá Chicó    | 0 : 0 | Deportivo Pereira  | La Independencia          | 25 de febrero | 20:00 | Win Sports      |

| Barranquilla F. C. | 2 : 1 | Real Cartagena   | Metropolitano Roberto Meléndez | 28 de febrero | 15:00 | Sin transmisión |
| Fortaleza          | 4 : 1 | Leones           | Municipal de Cota              | 2 de marzo    | 14:00 | Sin transmisión |
| Boyacá Chicó       | 0 : 0 | Bogotá F. C.     | La Independencia               | 2 de marzo    | 19:30 | Sin transmisión |
| Tigres             | 2 : 1 | Orsomarso        | Metropolitano de Techo         | 3 de marzo    | 14:00 | Sin transmisión |
| Atlético           | 0 : 1 | Real San Andrés  | Olímpico Pascual Guerrero      | 3 de marzo    | 15:00 | Sin transmisión |
| Llaneros           | 3 : 2 | Cortuluá         | Manuel Calle Lombana           | 3 de marzo    | 15:00 | Sin transmisión |
| Deportes Quindío   | 2 : 1 | Universitario    | Centenario de Armenia          | 4 de marzo    | 18:00 | Win Sports      |
| Deportivo Pereira  | 2 : 0 | Valledupar F. C. | Hernán Ramírez Villegas        | 5 de marzo    | 19:30 | Win Sports      |

| Orsomarso        | 1 : 1 | Atlético           | Francisco Rivera Escobar  | 9 de marzo  | 15:00 | Sin transmisión |
| Leones           | 0 : 1 | Llaneros           | Metropolitano de Itagüí   | 9 de marzo  | 15:00 | Sin transmisión |
| Real Cartagena   | 2 : 0 | Fortaleza          | Olímpico Jaime Morón León | 9 de marzo  | 15:15 | Win Sports      |
| Universitario    | 0 : 0 | Barranquilla F. C. | Ciro López                | 10 de marzo | 11:30 | Sin transmisión |
| Valledupar F. C. | 2 : 2 | Tigres             | Armando Maestre Pavajeau  | 10 de marzo | 14:00 | Sin transmisión |
| Real San Andrés  | 1 : 1 | Deportes Quindío   | Erwin O'Neill             | 10 de marzo | 15:30 | Sin transmisión |
| Cortuluá         | 0 : 0 | Boyacá Chicó       | Doce de Octubre           | 10 de marzo | 15:30 | Sin transmisión |
| Bogotá F. C.     | 1 : 1 | Deportivo Pereira  | Metropolitano de Techo    | 11 de marzo | 19:45 | Win Sports      |

| Fortaleza          | 3 : 1 | Universitario   | Municipal de Cota        | 16 de marzo | 14:30 | Sin transmisión |
| Barranquilla F. C. | 2 : 0 | Real San Andrés | Romelio Martínez         | 16 de marzo | 15:00 | Sin transmisión |
| Valledupar F. C.   | 1 : 1 | Atlético        | Armando Maestre Pavajeau | 16 de marzo | 15:00 | Sin transmisión |
| Bogotá F. C.       | 3 : 2 | Cortuluá        | Metropolitano de Techo   | 17 de marzo | 14:00 | Sin transmisión |
| Llaneros           | 0 : 2 | Real Cartagena  | Manuel Calle Lombana     | 17 de marzo | 15:00 | Sin transmisión |
| Boyacá Chicó       | 2 : 1 | Leones          | La Independencia         | 17 de marzo | 18:00 | Sin transmisión |
| Deportes Quindío   | 1 : 1 | Orsomarso       | Centenario de Armenia    | 18 de marzo | 18:00 | Win Sports      |
| Deportivo Pereira  | 6 : 0 | Tigres          | Hernán Ramírez Villegas  | 18 de marzo | 20:00 | Win Sports      |

| Universitario    | 3 : 0 | Llaneros           | Deportivo Cali            | 23 de marzo | 14:00 | Sin transmisión |
| Leones           | 1 : 0 | Bogotá F. C.       | Metropolitano de Itagüí   | 23 de marzo | 15:00 | Sin transmisión |
| Cortuluá         | 2 : 1 | Deportivo Pereira  | Doce de Octubre           | 24 de marzo | 14:00 | Win Sports      |
| Tigres           | 1 : 1 | Atlético           | Metropolitano de Techo    | 24 de marzo | 14:00 | Sin transmisión |
| Orsomarso        | 1 : 2 | Barranquilla F. C. | Francisco Rivera Escobar  | 24 de marzo | 15:00 | Sin transmisión |
| Valledupar F. C. | 0 : 1 | Deportes Quindío   | Armando Maestre Pavajeau  | 24 de marzo | 15:00 | Sin transmisión |
| Real San Andrés  | 2 : 2 | Fortaleza          | Erwin O'Neill             | 24 de marzo | 15:30 | Sin transmisión |
| Real Cartagena   | 2 : 1 | Boyacá Chicó       | Olímpico Jaime Morón León | 25 de marzo | 15:15 | Win Sports      |

| Fortaleza          | 2 : 2 | Orsomarso        | Municipal de Cota       | 30 de marzo | 14:30 | Sin transmisión |
| Barranquilla F. C. | 3 : 0 | Valledupar F. C. | Romelio Martínez        | 30 de marzo | 15:00 | Sin transmisión |
| Bogotá F. C.       | 1 : 0 | Real Cartagena   | Metropolitano de Techo  | 31 de marzo | 15:00 | Sin transmisión |
| Llaneros           | 2 : 0 | Real San Andrés  | Manuel Calle Lombana    | 31 de marzo | 15:00 | Sin transmisión |
| Cortuluá           | 0 : 1 | Leones           | Doce de Octubre         | 31 de marzo | 15:30 | Sin transmisión |
| Deportivo Pereira  | 4 : 0 | Atlético         | Hernán Ramírez Villegas | 31 de marzo | 15:30 | Sin transmisión |
| Boyacá Chicó       | 2 : 0 | Universitario    | La Independencia        | 1 de abril  | 18:00 | Win Sports      |
| Deportes Quindío   | 3 : 1 | Tigres           | Centenario de Armenia   | 1 de abril  | 20:00 | Win Sports      |

| Universitario    | 0 : 0 | Bogotá F. C.       | Deportivo Cali            | 6 de abril | 14:00 | Sin transmisión |
| Valledupar F. C. | 1 : 1 | Fortaleza          | Armando Maestre Pavajeau  | 6 de abril | 15:00 | Sin transmisión |
| Orsomarso        | 2 : 3 | Llaneros           | Francisco Rivera Escobar  | 6 de abril | 15:00 | Sin transmisión |
| Leones           | 1 : 0 | Deportivo Pereira  | Metropolitano de Itagüí   | 6 de abril | 17:30 | Win Sports      |
| Tigres           | 4 : 0 | Barranquilla F. C. | Metropolitano de Techo    | 7 de abril | 14:00 | Sin transmisión |
| Real Cartagena   | 3 : 2 | Cortuluá           | Olímpico Jaime Morón León | 7 de abril | 15:30 | Sin transmisión |
| Real San Andrés  | 0 : 1 | Boyacá Chicó       | Erwin O'Neill             | 7 de abril | 15:30 | Sin transmisión |
| Atlético         | 1 : 0 | Deportes Quindío   | Olímpico Pascual Guerrero | 8 de abril | 18:00 | Win Sports      |

| Bogotá F. C.       | 1 : 0 | Real San Andrés  | Metropolitano de Techo  | 13 de abril | 14:00 | Sin transmisión |
| Fortaleza          | 0 : 0 | Tigres           | Municipal de Cota       | 13 de abril | 14:30 | Sin transmisión |
| Barranquilla F. C. | 1 : 0 | Atlético         | Romelio Martínez        | 14 de abril | 15:00 | Sin transmisión |
| Llaneros           | 0 : 1 | Valledupar F. C. | Manuel Calle Lombana    | 14 de abril | 15:00 | Sin transmisión |
| Cortuluá           | 1 : 0 | Universitario    | Doce de Octubre         | 14 de abril | 15:30 | Sin transmisión |
| Boyacá Chicó       | 0 : 0 | Orsomarso        | La Independencia        | 15 de abril | 18:00 | Sin transmisión |
| Leones             | 1 : 1 | Real Cartagena   | Metropolitano de Itagüí | 15 de abril | 18:00 | Win Sports      |
| Deportivo Pereira  | 0 : 1 | Deportes Quindío | Hernán Ramírez Villegas | 15 de abril | 20:00 | Win Sports      |

| Tigres           | 4 : 2 | Llaneros           | Metropolitano de Techo    | 20 de abril | 14:00 | Sin transmisión |
| Universitario    | 0 : 0 | Leones             | Deportivo Cali            | 20 de abril | 14:00 | Sin transmisión |
| Valledupar F. C. | 0 : 1 | Boyacá Chicó       | Armando Maestre Pavajeau  | 20 de abril | 15:00 | Sin transmisión |
| Orsomarso        | 1 : 2 | Bogotá F. C.       | Francisco Rivera Escobar  | 20 de abril | 15:00 | Sin transmisión |
| Atlético         | 0 : 1 | Fortaleza          | Olímpico Pascual Guerrero | 20 de abril | 15:00 | Sin transmisión |
| Real Cartagena   | 2 : 2 | Deportivo Pereira  | Olímpico Jaime Morón León | 20 de abril | 16:00 | Win Sports      |
| Real San Andrés  | 2 : 2 | Cortuluá           | Erwin O'Neill             | 21 de abril | 15:30 | Sin transmisión |
| Deportes Quindío | 2 : 2 | Barranquilla F. C. | Centenario de Armenia     | 22 de abril | 18:00 | Win Sports      |

| Fortaleza         | 0 : 2 | Deportes Quindío   | Municipal de Cota         | 28 de abril | 15:00 | Sin transmisión |
| Llaneros          | 3 : 1 | Atlético           | Manuel Calle Lombana      | 28 de abril | 15:00 | Sin transmisión |
| Real Cartagena    | 1 : 0 | Universitario      | Olímpico Jaime Morón León | 28 de abril | 15:00 | Sin transmisión |
| Cortuluá          | 2 : 0 | Orsomarso          | Doce de Octubre           | 28 de abril | 15:00 | Sin transmisión |
| Bogotá F. C.      | 2 : 1 | Valledupar F. C.   | Metropolitano de Techo    | 28 de abril | 15:00 | Sin transmisión |
| Leones            | 3 : 0 | Real San Andrés    | Metropolitano de Itagüí   | 28 de abril | 15:00 | Sin transmisión |
| Boyacá Chicó      | 0 : 1 | Tigres             | La Independencia          | 29 de abril | 18:00 | Win Sports      |
| Deportivo Pereira | 2 : 1 | Barranquilla F. C. | Hernán Ramírez Villegas   | 29 de abril | 20:00 | Win Sports      |

| Universitario      | 1 : 4 | Deportivo Pereira | Deportivo Cali            | 4 de mayo | 15:30 | Sin transmisión |
| Real San Andrés    | 3 : 3 | Real Cartagena    | Erwin O'Neill             | 4 de mayo | 15:30 | Sin transmisión |
| Orsomarso          | 1 : 2 | Leones            | Francisco Rivera Escobar  | 4 de mayo | 15:30 | Sin transmisión |
| Valledupar F. C.   | 1 : 3 | Cortuluá          | Armando Maestre Pavajeau  | 4 de mayo | 15:30 | Sin transmisión |
| Tigres             | 0 : 3 | Bogotá F. C.      | Metropolitano de Techo    | 4 de mayo | 15:30 | Sin transmisión |
| Atlético           | 1 : 2 | Boyacá Chicó      | Olímpico Pascual Guerrero | 4 de mayo | 15:30 | Sin transmisión |
| Barranquilla F. C. | 2 : 0 | Fortaleza         | Romelio Martínez          | 4 de mayo | 15:30 | Sin transmisión |
| Deportes Quindío   | 1 : 0 | Llaneros          | Centenario de Armenia     | 4 de mayo | 15:30 | Win Sports      |

1. ↑  Se invirtió la localía del partido Atlético vs. Valledupar F. C. por acuerdo entre ambos clubes debido a que el estadio Pascual Guerrero no estuvo disponible para la fecha del compromiso.
2. ↑  El partido Leones vs. Deportivo Pereira tuvo un retraso de 30 minutos por lluvia, iniciando a las 18:00 horas.

### Cuadrangulares
- La hora de cada encuentro corresponde al huso horario que rige a Colombia (UTC-5).

Al finalizar la primera fase del campeonato —también denominada «Todos contra todos»—, los ocho equipos con mayor puntaje disputarán la segunda fase, los cuadrangulares semifinales. Para los cuadrangulares los ocho equipos clasificados se dividirán en dos grupos previamente sorteados, de igual número de participantes, de manera que los equipos que ocupen el 1° y 2° puesto en la fase de todos contra todos serán ubicados en el Grupo A y Grupo B, respectivamente. Los otros seis clasificados serán debidamente sorteados, y se emparejarán de la siguiente manera: 3° y 4°; 5° y 6°; 7° y 8°, un equipo de cada emparejamiento se situará en un grupo. El sorteo se realizó el 5 de mayo de 2019.
Tras tener cada grupo formado con sus cuatro equipos participantes, se llevarán a cabo enfrentamientos con el formato todos contra todos, a ida y vuelta, dando como resultado seis fechas en disputa. El equipo ganador de cada grupo al final de las seis fechas, obtendrá el cupo a la final para definir el primer clasificado a la gran final de la temporada.
|  |                                         |
|  | Clasificados a la final del campeonato. |
|  | Eliminados.                             |

|  |                |
|  | Triunfo local. |
|  | Empate.        |
|  | Derrota local. |

#### Grupo A
| Pos. | Equipos            | PJ | PG | PE | PP | GF | GC | Dif. | Pts. |
| ---- | ------------------ | -- | -- | -- | -- | -- | -- | ---- | ---- |
| 1.   | Cortuluá           | 6  | 4  | 1  | 1  | 11 | 4  | 7    | 13   |
| 2.   | Real Cartagena     | 6  | 3  | 2  | 1  | 11 | 8  | 3    | 11   |
| 3.   | Leones             | 6  | 2  | 1  | 3  | 6  | 11 | -5   | 7    |
| 4.   | Barranquilla F. C. | 6  | 1  | 0  | 5  | 4  | 9  | -5   | 3    |

| Local              | Visitante | Visitante | Visitante | Visitante |
| Local              | CAR       | BAR       | COR       | LEO       |
| ------------------ | --------- | --------- | --------- | --------- |
| Real Cartagena     |           | 2:1       | 1:1       | 4:1       |
| Barranquilla F. C. | 1:3       |           | 0:1       | 2:0       |
| Cortuluá           | 3:0       | 2:0       |           | 3:0       |
| Leones             | 1:1       | 1:0       | 3:1       |           |

|  |  |

|  |  |  |

- Última actualización: 2 de junio de 2019.
- Fuente: Web oficial de Dimayor

| Primera | Barranquilla F. C. | 2 : 0 | Leones             | Romelio Martínez               | 11 de mayo | 17:30 | Win Sports      |
| Primera | Cortuluá           | 3 : 0 | Real Cartagena     | Doce de Octubre                | 12 de mayo | 15:30 | Win Sports      |
| Segunda | Leones             | 3 : 1 | Cortuluá           | Metropolitano Ciudad de Itagüí | 15 de mayo | 15:00 | Sin transmisión |
| Segunda | Real Cartagena     | 2 : 1 | Barranquilla F. C. | Olímpico Jaime Morón León      | 16 de mayo | 15:15 | Win Sports      |
| Tercera | Barranquilla F. C. | 0 : 1 | Cortuluá           | Romelio Martínez               | 20 de mayo | 15:00 | Sin transmisión |
| Tercera | Leones             | 1 : 1 | Real Cartagena     | Metropolitano Ciudad de Itagüí | 20 de mayo | 18:00 | Win Sports      |
| Cuarta  | Real Cartagena     | 4 : 1 | Leones             | Olímpico Jaime Morón León      | 25 de mayo | 15:30 | Win Sports      |
| Cuarta  | Cortuluá           | 2 : 0 | Barranquilla F. C. | Doce de Octubre                | 25 de mayo | 15:30 | Sin transmisión |
| Quinta  | Cortuluá           | 3 : 0 | Leones             | Doce de Octubre                | 29 de mayo | 19:30 | Sin transmisión |
| Quinta  | Barranquilla F. C. | 1 : 3 | Real Cartagena     | Romelio Martínez               | 29 de mayo | 19:30 | Win Sports      |
| Sexta   | Real Cartagena     | 1 : 1 | Cortuluá           | Olímpico Jaime Morón León      | 2 de junio | 15:15 | Win Sports      |
| Sexta   | Leones             | 1 : 0 | Barranquilla F. C. | Metropolitano Ciudad de Itagüí | 2 de junio | 15:15 | Sin transmisión |

#### Grupo B
| Pos. | Equipos           | PJ | PG | PE | PP | GF | GC | Dif. | Pts. |
| ---- | ----------------- | -- | -- | -- | -- | -- | -- | ---- | ---- |
| 1.   | Deportivo Pereira | 6  | 5  | 0  | 1  | 9  | 4  | 5    | 15   |
| 2.   | Boyacá Chicó      | 6  | 4  | 1  | 1  | 9  | 2  | 7    | 13   |
| 3.   | Deportes Quindío  | 6  | 1  | 1  | 4  | 5  | 9  | -4   | 4    |
| 4.   | Llaneros          | 6  | 0  | 2  | 4  | 2  | 10 | -8   | 2    |

| Local             | Visitante | Visitante | Visitante | Visitante |
| Local             | QUI       | PER       | BOY       | LLA       |
| ----------------- | --------- | --------- | --------- | --------- |
| Deportes Quindío  |           | 0:2       | 0:3       | 3:0       |
| Deportivo Pereira | 2:1       |           | 1:2       | 1:0       |
| Boyacá Chicó      | 1:0       | 0:1       |           | 0:0       |
| Llaneros          | 1:1       | 1:2       | 0:3       |           |

|  |  |

|  |  |  |

- Última actualización: 30 de mayo de 2019.
- Fuente: Web oficial de Dimayor

| Primera | Deportivo Pereira | 2 : 1        | Deportes Quindío  | Hernán Ramírez Villegas | 11 de mayo | 19:45 | Win Sports      |
| Primera | Llaneros          | 0 : 3        | Boyacá Chicó      | Manuel Calle Lombana    | 12 de mayo | 15:00 | Sin transmisión |
| Segunda | Boyacá Chicó      | 0 : 1        | Deportivo Pereira | La Independencia        | 15 de mayo | 18:00 | Win Sports      |
| Segunda | Deportes Quindío  | 3 : 0        | Llaneros          | Centenario de Armenia   | 23 de mayo | 19:00 | Sin transmisión |
| Tercera | Llaneros          | 1 : 2        | Deportivo Pereira | Manuel Calle Lombana    | 19 de mayo | 15:00 | Sin transmisión |
| Tercera | Boyacá Chicó      | 1 : 0        | Deportes Quindío  | La Independencia        | 20 de mayo | 20:00 | Win Sports      |
| Cuarta  | Deportes Quindío  | 0 : 3 (W.O.) | Boyacá Chicó      | Centenario de Armenia   | 26 de mayo | 15:15 | Win Sports      |
| Cuarta  | Deportivo Pereira | 1 : 0        | Llaneros          | Hernán Ramírez Villegas | 27 de mayo | 19:30 | Win Sports      |
| Quinta  | Llaneros          | 1 : 1        | Deportes Quindío  | Manuel Calle Lombana    | 30 de mayo | 15:00 | Sin transmisión |
| Quinta  | Deportivo Pereira | 1 : 2        | Boyacá Chicó      | Hernán Ramírez Villegas | 30 de mayo | 19:30 | Win Sports      |
| Sexta   | Deportes Quindío  | 0 : 2        | Deportivo Pereira | Centenario de Armenia   | 2 de junio | 17:15 | Win Sports      |
| Sexta   | Boyacá Chicó      | 0 : 0        | Llaneros          | La Independencia        | 2 de junio | 17:15 | Sin transmisión |

1. ↑  El partido Deportes Quindío vs. Boyacá Chicó por la fecha 4 de los cuadrangulares semifinales se dio por terminado al minuto 84 (con resultado de 0:1) por invasión de campo y conducta impropia de la hinchada local. A causa de esto, Dimayor sancionó a Deportes Quindío con pérdida del partido por Walkover y resultado final de 0:3.[13]

### Final
- La hora de cada encuentro corresponde al huso horario que rige a Colombia (UTC-5)

| 6 de junio de 2019, 15:30 | Cortuluá              | 2:1 (1:0) | Deportivo Pereira | Estadio Doce de Octubre, Tuluá |                           |
|                           | Herrera 23' · Roa 54' |           | Álvarez 73'       | Árbitro(s): Carlos Ortega      | Árbitro(s): Carlos Ortega |

| 10 de junio de 2019, 19:30 | Deportivo Pereira                     | 2:1 (1:1) (3:1 p.)         | Cortuluá                           | Estadio Hernán Ramírez Villegas, Pereira |                             |
|                            | Molina 30' · Álvarez 69'              |                            | Roa 42'                            | Árbitro(s): Gustavo Murillo              | Árbitro(s): Gustavo Murillo |
|                            |                                       | Tiros desde el punto penal |                                    |                                          |                             |
|                            | Álvarez · Navarro · Molina · Casierra |                            | Herrera · Correa · Lazso · Montoya |                                          |                             |

## Torneo Finalización

### Todos contra todos

#### Clasificación
| Pos. | Equipos              | PJ | PG | PE | PP | GF | GC | Dif. | Pts. |
| ---- | -------------------- | -- | -- | -- | -- | -- | -- | ---- | ---- |
| 1.   | Deportes Quindío     | 15 | 8  | 5  | 2  | 21 | 12 | 9    | 29   |
| 2.   | Boyacá Chicó         | 15 | 8  | 3  | 4  | 25 | 19 | 6    | 27   |
| 3.   | Bogotá F. C.         | 15 | 8  | 2  | 5  | 19 | 14 | 5    | 26   |
| 4.   | Cortuluá             | 15 | 8  | 1  | 6  | 24 | 19 | 5    | 25   |
| 5.   | Deportivo Pereira    | 15 | 6  | 7  | 2  | 13 | 9  | 4    | 25   |
| 6.   | Real Cartagena       | 15 | 7  | 3  | 5  | 20 | 19 | 1    | 24   |
| 7.   | Fortaleza CEIF       | 15 | 6  | 4  | 5  | 18 | 15 | 3    | 22   |
| 8.   | Tigres               | 15 | 5  | 6  | 4  | 17 | 14 | 3    | 21   |
| 9.   | Leones               | 15 | 4  | 9  | 2  | 19 | 17 | 2    | 21   |
| 10.  | Real San Andrés      | 15 | 6  | 2  | 7  | 16 | 17 | -1   | 20   |
| 11.  | Llaneros             | 15 | 6  | 1  | 8  | 12 | 15 | -3   | 19   |
| 12.  | Valledupar F. C.     | 15 | 4  | 7  | 4  | 14 | 19 | -5   | 19   |
| 13.  | Atlético             | 15 | 4  | 6  | 5  | 15 | 13 | 2    | 18   |
| 14.  | Boca Juniors de Cali | 15 | 3  | 2  | 10 | 15 | 25 | -10  | 11   |
| 15.  | Barranquilla F. C.   | 15 | 2  | 5  | 8  | 10 | 21 | -11  | 11   |
| 16.  | Orsomarso            | 15 | 1  | 5  | 9  | 13 | 23 | -10  | 8    |

Fuente: Web oficial de Dimayor
|  |                                    |
|  | Clasificados a los cuadrangulares. |
|  | Eliminados.                        |

##### Evolución de la clasificación
| Deportes Quindío   | 1  | 5  | 6  | 4  | 3  | 2  | 1  | 1  | 1  | 1  | 1  | 2  | 1  | 1  | 1  |
| Boyacá Chicó       | 16 | 6  | 12 | 8  | 10 | 8  | 7  | 9  | 7  | 7  | 3  | 3  | 3  | 3  | 2  |
| Bogotá F. C.       | 5  | 2  | 2  | 2  | 1  | 1  | 2  | 4  | 3  | 5  | 2  | 1  | 2  | 2  | 3  |
| Cortuluá           | 15 | 8  | 8  | 5  | 7  | 6  | 10 | 8  | 9  | 11 | 10 | 12 | 6  | 6  | 4  |
| Deportivo Pereira  | 7  | 9  | 4  | 6  | 5  | 5  | 3  | 5  | 2  | 3  | 4  | 4  | 4  | 5  | 5  |
| Real Cartagena     | 4  | 4  | 3  | 3  | 4  | 4  | 5  | 2  | 5  | 2  | 5  | 5  | 5  | 4  | 6  |
| Fortaleza CEIF     | 12 | 16 | 9  | 13 | 8  | 10 | 9  | 7  | 4  | 6  | 7  | 9  | 9  | 7  | 7  |
| Tigres             | 3  | 3  | 7  | 10 | 11 | 11 | 13 | 12 | 12 | 12 | 13 | 13 | 11 | 13 | 8  |
| Leones             | 8  | 13 | 10 | 11 | 12 | 13 | 12 | 11 | 11 | 9  | 11 | 8  | 8  | 12 | 9  |
| Real San Andrés    | 2  | 1  | 1  | 1  | 2  | 3  | 4  | 3  | 6  | 8  | 9  | 11 | 13 | 9  | 10 |
| Llaneros           | 13 | 7  | 11 | 12 | 15 | 15 | 15 | 15 | 14 | 13 | 12 | 10 | 12 | 10 | 11 |
| Valledupar F. C.   | 9  | 12 | 5  | 9  | 6  | 7  | 6  | 6  | 8  | 4  | 6  | 6  | 10 | 8  | 12 |
| Atlético           | 11 | 14 | 15 | 15 | 13 | 9  | 8  | 10 | 10 | 10 | 8  | 7  | 7  | 11 | 13 |
| Boca Juniors       | 14 | 10 | 13 | 7  | 9  | 12 | 14 | 14 | 15 | 16 | 16 | 14 | 14 | 14 | 14 |
| Barranquilla F. C. | 6  | 11 | 14 | 14 | 14 | 14 | 11 | 13 | 13 | 14 | 14 | 15 | 15 | 15 | 15 |
| Orsomarso          | 10 | 15 | 16 | 16 | 16 | 16 | 16 | 16 | 16 | 15 | 15 | 16 | 16 | 16 | 16 |

### Resultados
- La hora de cada encuentro corresponde al huso horario que rige a Colombia (UTC-5)

Nota: Los horarios y partidos de televisión se definen la semana previa a cada jornada. El canal Win Sports es el medio de difusión por televisión autorizado por la Dimayor para la transmisión por cable de dos partidos por fecha.
| Valledupar F. C.   | 1 : 1 | Leones         | Armando Maestre Pavajeau  | 20 de julio | 15:00 | Sin transmisión |
| Barranquilla F. C. | 1 : 0 | Llaneros       | Romelio Martínez          | 20 de julio | 15:00 | Sin transmisión |
| Orsomarso          | 1 : 2 | Real Cartagena | Francisco Rivera Escobar  | 20 de julio | 15:00 | Sin transmisión |
| Tigres             | 2 : 0 | Cortuluá       | Metropolitano de Techo    | 21 de julio | 14:00 | Sin transmisión |
| Atlético           | 0 : 1 | Bogotá F. C.   | Olímpico Pascual Guerrero | 21 de julio | 15:00 | Sin transmisión |
| Real San Andrés    | 2 : 0 | Boca Juniors   | Erwin O'Neil              | 21 de julio | 15:30 | Sin transmisión |
| Deportes Quindío   | 3 : 0 | Boyacá Chicó   | Centenario de Armenia     | 22 de julio | 18:00 | Win Sports      |
| Deportivo Pereira  | 1 : 0 | Fortaleza      | Hernán Ramírez Villegas   | 23 de julio | 19:30 | Win Sports      |

| Leones          | 0 : 0 | Tigres             | Metropolitano Ciudad de Itagüí | 27 de julio | 15:00 | Sin transmisión |
| Llaneros        | 2 : 0 | Fortaleza          | La Independencia               | 28 de julio | 15:00 | Sin transmisión |
| Real Cartagena  | 2 : 2 | Valledupar F. C.   | Romelio Martínez               | 28 de julio | 15:30 | Sin transmisión |
| Cortuluá        | 3 : 2 | Atlético           | Doce de Octubre                | 28 de julio | 15:30 | Sin transmisión |
| Real San Andrés | 3 : 1 | Deportivo Pereira  | Erwin O'Neil                   | 28 de julio | 15:30 | Sin transmisión |
| Boyacá Chicó    | 4 : 0 | Barranquilla F. C. | La Independencia               | 29 de julio | 19:45 | Win Sports      |
| Boca Juniors    | 2 : 1 | Orsomarso          | Olímpico Pascual Guerrero      | 30 de julio | 15:30 | Sin transmisión |
| Bogotá F. C.    | 2 : 1 | Deportes Quindío   | Metropolitano de Techo         | 30 de julio | 19:45 | Win Sports      |

| Tigres             | 0 : 1 | Real Cartagena  | Metropolitano de Techo    | 2 de agosto | 19:45 | Win Sports      |
| Fortaleza          | 3 : 0 | Boyacá Chicó    | Municipal de Cota         | 3 de agosto | 14:30 | Sin transmisión |
| Barranquilla F. C. | 0 : 2 | Bogotá F. C.    | Romelio Martínez          | 3 de agosto | 15:00 | Sin transmisión |
| Valledupar F. C.   | 2 : 1 | Boca Juniors    | Armando Maestre Pavajeau  | 3 de agosto | 15:00 | Sin transmisión |
| Orsomarso          | 0 : 1 | Real San Andrés | Francisco Rivera Escobar  | 3 de agosto | 15:00 | Sin transmisión |
| Atlético           | 1 : 1 | Leones          | Olímpico Pascual Guerrero | 4 de agosto | 15:00 | Sin transmisión |
| Deportivo Pereira  | 1 : 0 | Llaneros        | Hernán Ramírez Villegas   | 4 de agosto | 15:30 | Sin transmisión |
| Deportes Quindío   | 1 : 1 | Cortuluá        | Centenario de Armenia     | 5 de agosto | 19:45 | Win Sports      |

| Orsomarso       | 1 : 1 | Deportivo Pereira  | Francisco Rivera Escobar       | 10 de agosto | 15:00 | Sin transmisión |
| Bogotá F. C.    | 2 : 0 | Fortaleza          | Metropolitano de Techo         | 11 de agosto | 15:00 | Sin transmisión |
| Real Cartagena  | 1 : 0 | Atlético           | Romelio Martinez               | 11 de agosto | 15:00 | Sin transmisión |
| Boca Juniors    | 2 : 0 | Tigres             | Olímpico Pascual Guerrero      | 11 de agosto | 15:30 | Sin transmisión |
| Real San Andrés | 2 : 1 | Valledupar F. C.   | Erwin O'Neil                   | 11 de agosto | 15:30 | Sin transmisión |
| Cortuluá        | 2 : 0 | Barranquilla F. C. | Doce de Octubre                | 11 de agosto | 15:30 | Sin transmisión |
| Boyacá Chicó    | 1 : 0 | Llaneros           | La Independencia               | 12 de agosto | 19:45 | Win Sports      |
| Leones          | 2 : 3 | Deportes Quindío   | Metropolitano Ciudad de Itagüí | 13 de agosto | 19:30 | Win Sports      |

| Fortaleza          | 4 : 2 | Cortuluá        | Municipal de Cota         | 15 de agosto | 14:00 | Sin transmisión |
| Tigres             | 1 : 1 | Real San Andrés | Metropolitano de Techo    | 17 de agosto | 14:00 | Sin transmisión |
| Llaneros           | 0 : 2 | Bogotá F. C.    | La Independencia          | 17 de agosto | 15:00 | Sin transmisión |
| Valledupar F. C.   | 3 : 1 | Orsomarso       | Armando Maestre Pavajeau  | 17 de agosto | 15:00 | Sin transmisión |
| Barranquilla F. C. | 2 : 2 | Leones          | Romelio Martinez          | 17 de agosto | 15:00 | Sin transmisión |
| Atlético           | 2 : 1 | Boca Juniors    | Olímpico Pascual Guerrero | 18 de agosto | 15:00 | Sin transmisión |
| Deportivo Pereira  | 1 : 0 | Boyacá Chicó    | Hernán Ramírez Villegas   | 19 de agosto | 18:00 | Win Sports      |
| Deportes Quindío   | 2 : 0 | Real Cartagena  | Centenario de Armenia     | 19 de agosto | 20:00 | Win Sports      |

| Cortuluá         | 1 : 0 | Llaneros           | Doce de Octubre                | 20 de agosto | 16:00 | Win Sports      |
| Leones           | 0 : 0 | Fortaleza          | Metropolitano Ciudad de Itagüí | 20 de agosto | 19:45 | Win Sports      |
| Orsomarso        | 0 : 0 | Tigres             | Francisco Rivera Escobar       | 21 de agosto | 15:00 | Sin transmisión |
| Real San Andrés  | 0 : 2 | Atlético           | Erwin O'Neil                   | 21 de agosto | 15:30 | Sin transmisión |
| Bogotá F. C.     | 0 : 1 | Boyacá Chicó       | Metropolitano de Techo         | 22 de agosto | 15:00 | Sin transmisión |
| Valledupar F. C. | 1 : 1 | Deportivo Pereira  | Armando Maestre Pavajeau       | 22 de agosto | 15:00 | Sin transmisión |
| Boca Juniors     | 0 : 2 | Deportes Quindío   | Olímpico Pascual Guerrero      | 22 de agosto | 15:30 | Sin transmisión |
| Real Cartagena   | 2 : 1 | Barranquilla F. C. | Romelio Martínez               | 22 de agosto | 18:00 | Sin transmisión |

| Atlético           | 1 : 0 | Orsomarso        | Olímpico Pascual Guerrero | 24 de agosto | 15:00 | Sin transmisión |
| Fortaleza          | 1 : 0 | Real Cartagena   | Municipal de Cota         | 25 de agosto | 14:30 | Sin transmisión |
| Barranquilla F. C. | 3 : 1 | Boca Juniors     | Romelio Martínez          | 25 de agosto | 15:00 | Sin transmisión |
| Tigres             | 1 : 2 | Valledupar F. C. | Metropolitano de Techo    | 26 de agosto | 14:00 | Sin transmisión |
| Deportivo Pereira  | 1 : 0 | Bogotá F. C.     | Hernán Ramírez Villegas   | 26 de agosto | 18:00 | Win Sports      |
| Boyacá Chicó       | 3 : 2 | Cortuluá         | La Independencia          | 26 de agosto | 19:30 | Sin transmisión |
| Llaneros           | 1 : 1 | Leones           | La Independencia          | 27 de agosto | 15:00 | Sin transmisión |
| Deportes Quindío   | 1 : 0 | Real San Andrés  | Centenario de Armenia     | 27 de agosto | 19:30 | Win Sports      |

| Orsomarso       | 1 : 1 | Deportes Quindío   | Francisco Rivera Escobar       | 31 de agosto    | 15:00 | Sin transmisión |
| Leones          | 1 : 0 | Boyacá Chicó       | Metropolitano Ciudad de Itagüí | 31 de agosto    | 15:00 | Sin transmisión |
| Atlético        | 0 : 0 | Valledupar F. C.   | Olímpico Pascual Guerrero      | 1 de septiembre | 15:30 | Sin transmisión |
| Real San Andrés | 1 : 0 | Barranquilla F. C. | Erwin O'Neil                   | 1 de septiembre | 15:30 | Sin transmisión |
| Cortuluá        | 1 : 0 | Bogotá F. C.       | Doce de Octubre                | 1 de septiembre | 15:30 | Sin transmisión |
| Real Cartagena  | 3 : 0 | Llaneros           | Romelio Martínez               | 1 de septiembre | 18:00 | Sin transmisión |
| Boca Juniors    | 0 : 1 | Fortaleza          | Olímpico Pascual Guerrero      | 2 de septiembre | 18:00 | Win Sports      |
| Tigres          | 1 : 0 | Deportivo Pereira  | Metropolitano de Techo         | 3 de septiembre | 19:30 | Win Sports      |

| Fortaleza          | 3 : 0 | Real San Andrés  | Municipal de Cota         | 7 de septiembre  | 14:30 | Sin transmisión |
| Llaneros           | 1 : 0 | Boca Juniors     | La Independencia          | 8 de septiembre  | 15:00 | Sin transmisión |
| Barranquilla F. C. | 0 : 0 | Orsomarso        | Romelio Martínez          | 8 de septiembre  | 15:00 | Sin transmisión |
| Deportes Quindío   | 0 : 0 | Valledupar F. C. | Centenario de Armenia     | 8 de septiembre  | 17:00 | Sin transmisión |
| Bogotá F. C.       | 3 : 3 | Leones           | Metropolitano de Techo    | 9 de septiembre  | 15:00 | Sin transmisión |
| Atlético           | 1 : 1 | Tigres           | Olímpico Pascual Guerrero | 9 de septiembre  | 15:30 | Sin transmisión |
| Deportivo Pereira  | 2 : 0 | Cortuluá         | Hernán Ramírez Villegas   | 9 de septiembre  | 17:00 | Win Sports      |
| Boyacá Chicó       | 5 : 2 | Real Cartagena   | La Independencia          | 10 de septiembre | 20:00 | Win Sports      |

| Leones           | 1 : 0 | Cortuluá           | Metropolitano Ciudad de Itagüí | 14 de septiembre | 15:00 | Sin transmisión |
| Valledupar F. C. | 1 : 0 | Barranquilla F. C. | Armando Maestre Pavajeau       | 14 de septiembre | 15:00 | Sin transmisión |
| Orsomarso        | 2 : 0 | Fortaleza          | Francisco Rivera Escobar       | 14 de septiembre | 15:00 | Sin transmisión |
| Tigres           | 0 : 2 | Deportes Quindío   | Metropolitano de Techo         | 15 de septiembre | 14:00 | Sin transmisión |
| Boca Juniors     | 2 : 2 | Boyacá Chicó       | Olímpico Pascual Guerrero      | 15 de septiembre | 15:30 | Sin transmisión |
| Real San Andrés  | 0 : 1 | Llaneros           | Erwin O'Neil                   | 15 de septiembre | 15:30 | Sin transmisión |
| Atlético         | 0 : 0 | Deportivo Pereira  | Olímpico Pascual Guerrero      | 16 de septiembre | 18:00 | Win Sports      |
| Real Cartagena   | 2 : 1 | Bogotá F. C.       | Romelio Martínez               | 16 de septiembre | 20:00 | Win Sports      |

| Fortaleza          | 0 : 0 | Valledupar F. C. | Municipal de Cota       | 18 de septiembre | 14:30 | Sin transmisión |
| Barranquilla F. C. | 1 : 1 | Tigres           | Romelio Martínez        | 18 de septiembre | 15:00 | Sin transmisión |
| Boyacá Chicó       | 1 : 0 | Real San Andrés  | La Independencia        | 18 de septiembre | 19:30 | Win Sports      |
| Llaneros           | 2 : 0 | Orsomarso        | La Independencia        | 19 de septiembre | 15:00 | Sin transmisión |
| Bogotá F. C.       | 2 : 0 | Boca Juniors     | Metropolitano de Techo  | 19 de septiembre | 15:00 | Sin transmisión |
| Deportes Quindío   | 0 : 4 | Atlético         | Centenario de Armenia   | 19 de septiembre | 19:00 | Sin transmisión |
| Deportivo Pereira  | 1 : 1 | Leones           | Hernán Ramírez Villegas | 19 de septiembre | 19:30 | Win Sports      |
| Cortuluá           | 1 : 0 | Real Cartagena   | Doce de Octubre         | 19 de septiembre | 20:00 | Sin transmisión |

| Tigres           | 3 : 2 | Fortaleza          | Metropolitano de Techo    | 22 de septiembre | 14:00 | Sin transmisión |
| Orsomarso        | 4 : 4 | Boyacá Chicó       | Francisco Rivera Escobar  | 22 de septiembre | 15:00 | Sin transmisión |
| Valledupar F. C. | 0 : 2 | Llaneros           | Armando Maestre Pavajeau  | 22 de septiembre | 15:00 | Sin transmisión |
| Real San Andrés  | 0 : 1 | Bogotá F. C.       | Erwin O'Neil              | 22 de septiembre | 15:30 | Sin transmisión |
| Atlético         | 0 : 0 | Barranquilla F. C. | Olímpico Pascual Guerrero | 22 de septiembre | 15:30 | Sin transmisión |
| Real Cartagena   | 0 : 1 | Leones             | Romelio Martínez          | 23 de septiembre | 18:00 | Win Sports      |
| Boca Juniors     | 3 : 2 | Cortuluá           | Olímpico Pascual Guerrero | 23 de septiembre | 19:00 | Sin transmisión |
| Deportes Quindío | 1 : 1 | Deportivo Pereira  | Centenario de Armenia     | 23 de septiembre | 20:00 | Win Sports      |

| Fortaleza          | 1 : 1 | Atlético         | Municipal de Cota              | 28 de septiembre | 14:30 | Sin transmisión |
| Leones             | 2 : 2 | Boca Juniors     | Metropolitano Ciudad de Itagüí | 28 de septiembre | 14:30 | Sin transmisión |
| Llaneros           | 1 : 3 | Tigres           | La Independencia               | 28 de septiembre | 15:00 | Sin transmisión |
| Bogotá F. C.       | 2 : 1 | Orsomarso        | Metropolitano de Techo         | 28 de septiembre | 15:00 | Sin transmisión |
| Cortuluá           | 1 : 0 | Real San Andrés  | Doce de Octubre                | 29 de septiembre | 15:30 | Sin transmisión |
| Deportivo Pereira  | 0 : 0 | Real Cartagena   | Hernán Ramírez Villegas        | 29 de septiembre | 17:20 | Win Sports      |
| Boyacá Chicó       | 1 : 0 | Valledupar F. C. | La Independencia               | 29 de septiembre | 20:00 | Sin transmisión |
| Barranquilla F. C. | 0 : 2 | Deportes Quindío | Romelio Martínez               | 30 de septiembre | 18:00 | Win Sports      |

| Tigres             | 1 : 1 | Boyacá Chicó      | Metropolitano de Techo    | 5 de octubre | 14:00 | Win Sports      |
| Valledupar F. C.   | 1 : 1 | Bogotá F. C.      | Armando Maestre Pavajeau  | 5 de octubre | 15:00 | Sin transmisión |
| Barranquilla F. C. | 1 : 1 | Deportivo Pereira | Romelio Martínez          | 5 de octubre | 15:00 | Sin transmisión |
| Orsomarso          | 1 : 2 | Cortuluá          | Francisco Rivera Escobar  | 5 de octubre | 15:00 | Sin transmisión |
| Real San Andrés    | 3 : 1 | Leones            | Erwin O'Neil              | 6 de octubre | 15:30 | Sin transmisión |
| Boca Juniors       | 1 : 2 | Real Cartagena    | Olímpico Pascual Guerrero | 7 de octubre | 19:00 | Sin transmisión |
| Deportes Quindío   | 1 : 1 | Fortaleza         | Centenario de Armenia     | 7 de octubre | 19:45 | Win Sports      |
| Atlético           | 1 : 2 | Llaneros          | Olímpico Pascual Guerrero | 8 de octubre | 15:30 | Sin transmisión |

| Real Cartagena    | 3 : 3 | Real San Andrés    | Romelio Martínez               | 14 de octubre | 15:30 | Win Sports      |
| Deportivo Pereira | 1 : 0 | Boca Juniors       | Hernán Ramírez Villegas        | 14 de octubre | 15:30 | Sin transmisión |
| Leones            | 2 : 0 | Orsomarso          | Metropolitano Ciudad de Itagüí | 14 de octubre | 15:30 | Sin transmisión |
| Cortuluá          | 6 : 0 | Valledupar F. C.   | Doce de Octubre                | 14 de octubre | 15:30 | Sin transmisión |
| Bogotá F. C.      | 0 : 3 | Tigres             | Metropolitano de Techo         | 14 de octubre | 15:30 | Sin transmisión |
| Boyacá Chicó      | 2 : 0 | Atlético           | La Independencia               | 14 de octubre | 15:30 | Sin transmisión |
| Llaneros          | 0 : 1 | Deportes Quindío   | Alberto Grisales               | 14 de octubre | 15:30 | Sin transmisión |
| Fortaleza         | 2 : 1 | Barranquilla F. C. | Municipal de Cota              | 14 de octubre | 15:30 | Sin transmisión |

### Cuadrangulares
- La hora de cada encuentro corresponde al huso horario que rige a Colombia (UTC-5).

Al finalizar la primera fase del campeonato —también denominada «Todos contra todos»—, los ocho equipos con mayor puntaje disputarán la segunda fase, los cuadrangulares semifinales. Para los cuadrangulares los ocho equipos clasificados se dividieron en dos grupos previamente sorteados, de igual número de participantes, de manera que los equipos que ocupen el 1° y 2° puesto en la fase de todos contra todos fueron ubicados en el Grupo A y Grupo B, respectivamente. Los otros seis clasificados fueron debidamente sorteados, y se emparejaron de la siguiente manera: 3° y 4°; 5° y 6°; 7° y 8°, un equipo de cada emparejamiento se situó en un grupo. El sorteo se realizó el 14 de octubre de 2019.
Tras tener cada grupo formado con sus cuatro equipos participantes, se llevarán a cabo enfrentamientos con el formato todos contra todos, a ida y vuelta, dando como resultado seis fechas en disputa. El equipo ganador de cada grupo al final de las seis fechas, obtendrá el cupo a la final para definir el segundo clasificado a la gran final de la temporada.
|  |                                         |
|  | Clasificados a la final del campeonato. |
|  | Eliminados.                             |

|  |                |
|  | Triunfo local. |
|  | Empate.        |
|  | Derrota local. |

#### Grupo A
| Pos. | Equipos           | PJ | PG | PE | PP | GF | GC | Dif. | Pts. |
| ---- | ----------------- | -- | -- | -- | -- | -- | -- | ---- | ---- |
| 1.   | Deportivo Pereira | 6  | 4  | 1  | 1  | 11 | 4  | 7    | 13   |
| 2.   | Cortuluá          | 6  | 3  | 2  | 1  | 10 | 6  | 4    | 11   |
| 3.   | Tigres            | 6  | 1  | 3  | 2  | 6  | 12 | -6   | 6    |
| 4.   | Deportes Quindío  | 6  | 0  | 2  | 4  | 6  | 11 | -5   | 2    |

| Local             | Visitante | Visitante | Visitante | Visitante |
| Local             | QUI       | COR       | PER       | TIG       |
| ----------------- | --------- | --------- | --------- | --------- |
| Deportes Quindío  |           | 3:3       | 0:2       | 0:0       |
| Cortuluá          | 1:0       |           | 3:1       | 2:0       |
| Deportivo Pereira | 1:0       | 1:0       |           | 1:1       |
| Tigres            | 4:3       | 1:1       | 0:5       |           |

|  |  |

|  |  |  |

- Última actualización: 16 de noviembre de 2019.
- Fuente: Web oficial de Dimayor

| Primera | Cortuluá          | 1 : 0 | Deportes Quindío  | Doce de Octubre         | 18 de octubre   | 19:30 | Sin transmisión |
| Primera | Deportivo Pereira | 1 : 1 | Tigres            | Hernán Ramírez Villegas | 18 de octubre   | 20:00 | Sin transmisión |
| Segunda | Deportes Quindío  | 0 : 2 | Deportivo Pereira | Centenario de Armenia   | 22 de octubre   | 20:00 | Win Sports      |
| Segunda | Tigres            | 1 : 1 | Cortuluá          | Metropolitano de Techo  | 23 de octubre   | 16:00 | Win Sports      |
| Tercera | Tigres            | 4 : 3 | Deportes Quindío  | Metropolitano de Techo  | 29 de octubre   | 14:00 | Sin transmisión |
| Tercera | Deportivo Pereira | 1 : 0 | Cortuluá          | Hernán Ramírez Villegas | 30 de octubre   | 19:45 | Win Sports      |
| Cuarta  | Deportes Quindío  | 0 : 0 | Tigres            | Centenario de Armenia   | 9 de noviembre  | 15:00 | Sin transmisión |
| Cuarta  | Cortuluá          | 3 : 1 | Deportivo Pereira | Doce de Octubre         | 10 de noviembre | 15:30 | Win Sports      |
| Quinta  | Deportivo Pereira | 1 : 0 | Deportes Quindío  | Hernán Ramírez Villegas | 13 de noviembre | 18:30 | Win Sports      |
| Quinta  | Cortuluá          | 2 : 0 | Tigres            | Doce de Octubre         | 13 de noviembre | 18:30 | Sin transmisión |
| Sexta   | Tigres            | 0 : 5 | Deportivo Pereira | Metropolitano de Techo  | 16 de noviembre | 19:00 | Win Sports      |
| Sexta   | Deportes Quindío  | 3 : 3 | Cortuluá          | Centenario de Armenia   | 16 de noviembre | 19:00 | Sin transmisión |

#### Grupo B
| Pos. | Equipos        | PJ | PG | PE | PP | GF | GC | Dif. | Pts. |
| ---- | -------------- | -- | -- | -- | -- | -- | -- | ---- | ---- |
| 1.   | Boyacá Chicó   | 6  | 4  | 2  | 0  | 9  | 4  | 5    | 14   |
| 2.   | Fortaleza CEIF | 6  | 2  | 2  | 2  | 10 | 9  | 1    | 8    |
| 3.   | Real Cartagena | 6  | 2  | 2  | 2  | 8  | 7  | 1    | 8    |
| 4.   | Bogotá F. C.   | 6  | 0  | 2  | 4  | 4  | 11 | -7   | 2    |

| Local          | Visitante | Visitante | Visitante | Visitante |
| Local          | BOY       | BOG       | CAR       | FOR       |
| -------------- | --------- | --------- | --------- | --------- |
| Boyacá Chicó   |           | 1:1       | 2:1       | 1:1       |
| Bogotá F. C.   | 1:2       |           | 1:1       | 0:3       |
| Real Cartagena | 0:1       | 1:0       |           | 2:2       |
| Fortaleza      | 0:2       | 3:1       | 1:3       |           |

|  |  |

|  |  |  |

- Última actualización: 17 de noviembre de 2019.
- Fuente: Web oficial de Dimayor

| Primera | Boyacá Chicó   | 1 : 1 | Fortaleza      | La Independencia          | 21 de octubre   | 18:00 | Win Sports      |
| Primera | Bogotá F. C.   | 1 : 1 | Real Cartagena | Metropolitano de Techo    | 21 de octubre   | 20:00 | Win Sports      |
| Segunda | Real Cartagena | 0 : 1 | Boyacá Chicó   | Romelio Martínez          | 24 de octubre   | 15:00 | Sin transmisión |
| Segunda | Fortaleza      | 3 : 1 | Bogotá F. C.   | Municipal de Cota         | 24 de octubre   | 15:30 | Sin transmisión |
| Tercera | Fortaleza      | 1 : 3 | Real Cartagena | Municipal de Cota         | 29 de octubre   | 15:00 | Sin transmisión |
| Tercera | Boyacá Chicó   | 1 : 1 | Bogotá F. C.   | La Independencia          | 31 de octubre   | 19:30 | Win Sports      |
| Cuarta  | Bogotá F. C.   | 1 : 2 | Boyacá Chicó   | Metropolitano de Techo    | 9 de noviembre  | 15:00 | Sin transmisión |
| Cuarta  | Real Cartagena | 2 : 2 | Fortaleza      | Olímpico Jaime Morón León | 9 de noviembre  | 15:30 | Win Sports      |
| Quinta  | Boyacá Chicó   | 2 : 1 | Real Cartagena | La Independencia          | 12 de noviembre | 20:00 | Win Sports      |
| Quinta  | Bogotá F. C.   | 0 : 3 | Fortaleza      | Metropolitano de Techo    | 12 de noviembre | 20:00 | Sin transmisión |
| Sexta   | Fortaleza      | 0 : 2 | Boyacá Chicó   | Municipal de Cota         | 16 de noviembre | 15:00 | Win Sports      |
| Sexta   | Real Cartagena | 1 : 0 | Bogotá F. C.   | Olímpico Jaime Morón León | 17 de noviembre | 15:00 | Sin transmisión |

### Final
- La hora de cada encuentro corresponde al huso horario que rige a Colombia (UTC-5)

| 22 de noviembre de 2019, 18:30 | Deportivo Pereira        | 2:1 (1:0) | Boyacá Chicó | Estadio Hernán Ramírez Villegas, Pereira |                                    |
|                                | Posada 40' · Vásquez 82' |           | Palomino 73' | Árbitro(s): Luis Fernando Trujillo       | Árbitro(s): Luis Fernando Trujillo |

| 26 de noviembre de 2019, 20:00 | Boyacá Chicó | 1:1 (0:1) | Deportivo Pereira | Estadio La Independencia, Tunja |                         |
|                                | Urueña 87'   |           | Vásquez 30'       | Árbitro(s): Óscar Gómez         | Árbitro(s): Óscar Gómez |

## Final del año
Dado que Deportivo Pereira ganó tanto el Torneo Apertura como el Finalización, la final del año por primera vez en 12 años en la Primera B no se jugó y Deportivo Pereira se coronó campeón, obteniendo el primer ascenso a la Primera A para el año 2020.

|                                          |
| Campeón Deportivo Pereira Segundo título |

## Tabla de reclasificación
| Pos. | Equipos              | PJ | PG | PE | PP | GF | GC | Dif. | Pts. |
| ---- | -------------------- | -- | -- | -- | -- | -- | -- | ---- | ---- |
| 1.   | Deportivo Pereira    | 46 | 25 | 13 | 8  | 65 | 32 | 33   | 88   |
| 2.   | Boyacá Chicó         | 46 | 23 | 15 | 8  | 62 | 37 | 25   | 84   |
| 3.   | Cortuluá             | 46 | 23 | 8  | 15 | 74 | 55 | 19   | 77   |
| 4.   | Real Cartagena       | 42 | 20 | 12 | 10 | 65 | 49 | 16   | 72   |
| 5.   | Deportes Quindío     | 42 | 17 | 13 | 12 | 55 | 44 | 11   | 64   |
| 6.   | Leones               | 36 | 12 | 16 | 8  | 41 | 40 | 1    | 52   |
| 7.   | Bogotá F. C.         | 36 | 14 | 8  | 14 | 39 | 44 | -5   | 50   |
| 8.   | Fortaleza CEIF       | 36 | 13 | 10 | 13 | 49 | 46 | 3    | 49   |
| 9.   | Tigres               | 36 | 11 | 14 | 11 | 43 | 50 | -7   | 47   |
| 10.  | Llaneros             | 36 | 13 | 5  | 18 | 40 | 49 | -9   | 44   |
| 11.  | Barranquilla F. C.   | 36 | 10 | 10 | 16 | 34 | 45 | -11  | 40   |
| 12.  | Valledupar F. C.     | 30 | 7  | 12 | 11 | 27 | 39 | -12  | 33   |
| 13.  | Real San Andrés      | 30 | 7  | 9  | 14 | 29 | 41 | -12  | 30   |
| 14.  | Atlético             | 30 | 5  | 11 | 14 | 24 | 38 | -14  | 26   |
| 15.  | Boca Juniors de Cali | 30 | 5  | 8  | 17 | 27 | 45 | -18  | 23   |
| 16.  | Orsomarso            | 30 | 1  | 12 | 17 | 29 | 48 | -19  | 15   |

Fuente: Web oficial de Dimayor
|  |                                                   |
|  | Campeón y ascendido a Primera División en 2020.   |
|  | Clasificados al repechaje por el segundo ascenso. |

## Repechaje
- La hora de cada encuentro corresponde al huso horario que rige a Colombia (UTC-5)

| 1 de diciembre de 2019, 15:15 | Cortuluá | 0:0 | Boyacá Chicó | Estadio Doce de Octubre, Tuluá |  |
|                               |          |     |              | Árbitro(s): Carlos Ortega      |  |

| 6 de diciembre de 2019, 20:00 | Boyacá Chicó | 1:0 (0:0) | Cortuluá | Estadio La Independencia, Tunja |                         |
|                               | Vela 56'     |           |          | Árbitro(s): Óscar Gómez         | Árbitro(s): Óscar Gómez |

## Estadísticas

### Goleadores

#### Torneo Apertura
| Juan Sebastián Herrera                     | Cortuluá          | 12 | 16 | 0.75 |
| Diego Álvarez                              | Deportivo Pereira | 12 | 22 | 0.55 |
| Guillermo Murillo                          | Cortuluá          | 12 | 22 | 0.55 |
| Edwin Aguilar                              | Real Cartagena    | 11 | 18 | 0.61 |
| Jairo Molina                               | Deportivo Pereira | 11 | 23 | 0.48 |
| Jhony Cano                                 | Real Cartagena    | 9  | 18 | 0.5  |
| Leonel García                              | Atlético          | 7  | 15 | 0.47 |
| Danny Santoya                              | Deportes Quindío  | 7  | 16 | 0.44 |
| Kevin Aladesanmi                           | Leones            | 7  | 21 | 0.33 |
| Luis Cuesta                                | Tigres            | 6  | 11 | 0.55 |
| Última actualización: 10 de junio de 2019. |                   |    |    |      |

Fuente: Web oficial de Dimayor

#### Torneo Finalización
| Édinson Palomino                             | Boyacá Chicó          | 12 | 30 | 0.4  |
| Juan Sebastián Herrera                       | Cortuluá              | 12 | 21 | 0.57 |
| Sebastián Acosta                             | Fortaleza CEIF        | 10 | 20 | 0.5  |
| Cristian Cangá                               | Valledupar F. C.      | 8  | 13 | 0.62 |
| Leonel García                                | Atlético              | 7  | 15 | 0.47 |
| Diber Cambindo                               | Deportes Quindío      | 6  | 12 | 0.5  |
| Henry Hernández                              | Deportes Quindío      | 6  | 14 | 0.43 |
| Kevin Aladesanmi                             | Leones                | 6  | 15 | 0.4  |
| Yorley Mena                                  | Real Cartagena        | 6  | 15 | 0.4  |
| Luis Mina                                    | CBoca Juniors de Cali | 6  | 15 | 0.4  |
| Última actualización: 21 de octubre de 2019. |                       |    |    |      |

Fuente: Web oficial de Dimayor

### Goleador del año
| Juan Sebastián Herrera                         | Cúcuta Deportivo | 24 |
| Última actualización: 27 de noviembre de 2019. |                  |    |

Fuente: Resultados.com